# Liste der Nummer-eins-Hits in Kanada (1999)
Diese Liste enthält alle Nummer-eins-Hits in Kanada im Jahr 1999. Es gab in diesem Jahr 16 Nummer-eins-Singles.
| Singles | Alben |
| --- | ----- |
| - Alanis Morissette – Thank U - 6 Wochen (30. November 1998 – 10. Januar 1999) - Barenaked Ladies – It’s All Been Done - 2 Wochen (11. Januar – 24. Januar) - Jewel – Hands - 1 Woche (25. Januar – 31. Januar) - New Radicals – You Get What You Give - 1 Woche (1. Februar – 7. Februar) - Britney Spears – … Baby One More Time - 1 Woche (8. Februar – 14. Februar) - Cher – Believe - 3 Wochen (15. Februar – 7. März) - Sugar Ray – Every Morning - 5 Wochen (8. März – 11. April) - Sky – Love Song - 2 Wochen (12. April – 25. April) - TLC – No Scrubs - 2 Wochen (26. April – 9. Mai) - Sixpence None the Richer – Kiss Me - 3 Wochen (10. Mai – 30. Mai) - Ricky Martin – Livin' la Vida Loca - 8 Wochen (31. Mai – 25. Juli) - Madonna – Beautiful Stranger - 2 Wochen (26. Juli – 8. August) - Jennifer Lopez – If You Had My Love - 6 Wochen (9. August – 19. September) - Lou Bega – Mambo No. 5 (A Little Bit Of …) - 11 Wochen (20. September – 5. Dezember) - Santana feat. Rob Thomas – Smooth - 1 Woche (6. Dezember – 12. Dezember) - Eiffel 65 – Blue (Da Ba Dee) - 2 Wochen (13. Dezember 1999 – 9. Januar 2000) |       |